# Affentraum
Affentraum (Originaltitel: Ciao maschio) ist ein Spielfilm von Marco Ferreri aus dem Jahr 1978. Die französisch-italienische Koproduktion wurde in englischer Sprache auf Long Island, New York, gedreht. Der Film ist eine Mischung aus Melodram und gesellschaftskritischer Groteske über Liebe, Verantwortung, das Altern und das Fortbestehen der Zivilisation.

## Handlung
Lafayette ist ein junger Franzose, der in einer Kellerwohnung in New York lebt und öfter mittels Trillerpfeife kommuniziert als spricht. Die Stadt ist von einer Rattenplage heimgesucht, Männer in Schutzanzügen patrouillieren in den Straßen. Lafayette arbeitet als Techniker in einem Wachsfigurenkabinett (Wax Museum of Imperial Rome), in dem Mr. Flaxman mit lebensgroßen Wachspuppen dramatische Szenen aus der Geschichte des Römischen Reiches nachstellt. Überdies ist Lafayette der Bühnenbeleuchter einer Frauentheatergruppe. Die Schauspielerinnen schlagen ihn ohnmächtig und vergewaltigen ihn, um Erfahrungen für eine neue Inszenierung zu sammeln. Später wird die Vergewaltigerin Angelica seine Geliebte.
Bei einem Ausflug zum Strand entdeckt Lafayettes Freund Luigi in der Hand eines überlebensgroßen toten Affen ein Affenjunges. Lafayette nimmt das Junge bei sich auf, obwohl Mr. Flaxman ihn davor warnt, dass der Affe seine Freiheit zerstören wird. Ein Versuch, den Affen in einem Park auszusetzen, scheitert, da dieser Lafayette hinterherläuft. Mit Luigis Hilfe gelingt es ihm, das Affenjunge bei den Behörden als sein Kind anzumelden.
Luigi, der in den USA keinen Erfolg bei Frauen hat, aber auch nicht in das von Kommunisten mitregierte Italien zurückkehren will, erhängt sich und vermacht seine Habe dem Affenjungen. Mr. Flaxman wird erpresst und muss den römischen Politikern in seinem Wachsfigurenkabinett (Julius Caesar, Brutus etc.) die Gesichter zeitgenössischer Politiker (John F. Kennedy, Richard Nixon) geben.
Als Lafayettes Geliebte schwanger wird, ist dieser skeptisch, ob er der Vater ist. Da er sich nicht der Verantwortung stellen will, läuft Angelica davon. Bei seiner Rückkehr in die Kellerwohnung findet Lafayette das Affenjunge von Ratten getötet. Den doppelten Verlust betrauernd geht er zu Mr. Flaxman, aber der hat keinen Trost für ihn, sondern beschimpft ihn. Nach einem Streit verbrennen die beiden zwischen den Wachsfiguren und Nachbildungen Roms. In der Schlusseinstellung, offenbar mehrere Jahre später, essen Angelica und ihr Kind am Strand Weintrauben.

## Hintergrund
Die riesige Affenleiche am Strand wurde oft als King Kong gedeutet und dies wiederum als Bezug zu der Neuverfilmung von John Guillermin aus dem Jahr 1976 (King Kong). In dieser stürzte der erschossene King Kong von den Zwillingstürmen des World Trade Centers – die Ferreri in den Szenen mit der Affenleiche ostentativ im Hintergrund zeigt.

## Erstaufführungen
- Italien: 24. Februar 1978
- Frankreich: 24. Mai 1978
- Deutschland: 20. April 1979

## Kritik
„Zivilisationskritischer Film vor der Wolkenkratzerkulisse von Manhattan, der den Einbruch der Barbarei als zwangsläufig darstellt; trotz der brillanten Inszenierung bleiben seine Zukunftsspekulationen jedoch vage.“

## Auszeichnungen
Der Film erhielt 1978 in Cannes den Großen Preis der Jury.